# 秣周東路駅
秣周東路駅（まっしゅうとうろえき）は、中華人民共和国江蘇省南京市江寧区双竜大道と秣周東路の交差点にある、南京地下鉄3号線の駅である。

## 歴史
- 2015年4月1日3号線の駅として開業。

## 駅構造
地下2層構造の駅である。

### のりば
| 番線 | 路線            | 方面                                | 行先        |
| ---- | --------------- | ----------------------------------- | ----------- |
|      | 南京地下鉄3号線 | 星火路・林場・南京北駅・花旗営 方面 | 琥珀泉 行き |
|      | 南京地下鉄3号線 | 上秦淮西 方面                       | 秣陵 行き   |

## 隣の駅
南京地下鉄
■3号線
東大九竜湖校区駅- 秣周東路駅- 上秦淮西駅